# Jean-Pierre Genet (cyclisme)
Pour les articles homonymes, voir Genet.
Jean-Pierre Genet, né le 24 octobre 1940  à Brest et mort le 16 mars 2005 à Loctudy, est un coureur cycliste français.

## Biographie
Jean-Pierre Genet était surnommé « Bouton d'Or » du fait qu'il a porté le maillot jaune de leader de la Course de la Paix. Il fut l'un des plus fidèles équipiers de Raymond Poulidor. Il reste d'ailleurs toujours fidèle à l'équipe « Mercier », comme son leader Poulidor. Il termine dernier du Tour de France 1967, couvert de pansements à la suite d'une chute.
Né à Brest le 24 octobre 1940, mais venu très jeune en région parisienne, Jean-Pierre Genet fait une brillante carrière amateur, participant à la Route de France, au Tour de l'Avenir (1961) et à la Course de la Paix, où il remporte une étape et porte le maillot de leader, montrant ainsi son aptitude aux courses par étapes.
Passé professionnel en 1964, il réalise la quasi-totalité de sa carrière dans l'équipe "Mercier" aux côtés de Raymond Poulidor dont il devient rapidement l'équipier préféré. Régulier, résistant, d'humeur toujours égale, Genet présentait une morphologie trop lourde pour bien se comporter dans les étapes de montagne. Aussi limita-t-il rapidement ses ambitions à celle d'un parfait équipier, protégeant ses leaders du vent, les ramenant après crevaison, animant les étapes de plat et essayant de terminer les étapes de cols dans les délais requis.
Genet participe à 13 Tours de France successifs, en terminant 10, remportant 3 étapes (à Saint-Étienne en 1968, à Marche-en-Famenne en Belgique en 1971 et à Colomiers en 1974). Il prend le maillot jaune à l'issue de la 3e étape du Tour 1968 à Rouen, mais doit le céder à l'issue de la 4e étape, le lendemain, à Bagnoles-de-l'Orne.
Genet remporte aussi, en 1970, le circuit des Boucles de la Seine, épreuve réservée aux Français qui précédait le départ du Tour de France, et une étape dans Paris-Nice en 1972.

## Palmarès

### Palmarès amateur
- 1959
  - Prix de Mesnil-Racoin[1]
- 1960
  - Circuit des Trois Provinces
- 1963
  - 4e étape de la Course de la Paix

### Palmarès professionnel
| - 1965 - 2e du Tour de l'Hérault - 1966 - 2eb étape du Tour de Belgique (contre-la-montre par équipes) - 3e du Grand Prix d'Espéraza - 1967 - Circuit de la Vienne - 1968 - 17e étape du Tour de France - 3e du Tour de l'Hérault - 1969 - 2e du Grand Prix d'Antibes - 3e du Tour du Morbihan - 1970 - Boucles de la Seine - 2e du Tour de l'Hérault - 2e du Prix de la Marseillaise du Languedoc | - 1971 - 4e étape du Tour de France - 3e du Tour de la Nouvelle-France - 1972 - 6e étape de Paris-Nice - 1973 - 3e de Paris-Bourges - 1974 - 4e étape des Quatre Jours de Dunkerque - 14e étape du Tour de France - 1975 - 3e étape du Tour d'Indre-et-Loire - 1976 - 3e du championnat de France sur route - 7e de Bordeaux-Paris |  |

## Résultats sur les grands tours

### Tour de France

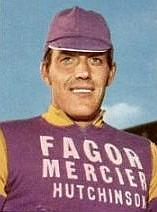
Jean-Pierre Genet en 1971.

13 participations
- 1964 : 78e
- 1965 : 75e
- 1966 : hors délais (16e étape)
- 1967 : 88e et lanterne rouge
- 1968 : 41e, vainqueur de la 17e étape,  maillot jaune pendant un jour
- 1969 : 68e
- 1970 : 82e
- 1971 : 26e, vainqueur de la 4e étape
- 1972 : abandon (5e étape)
- 1973 : 46e
- 1974 : 64e, vainqueur de la 14e étape
- 1975 : abandon (17e étape)
- 1976 : 43e

### Tour d'Espagne
2 participations
- 1964 : 20e
- 1971 : 46e